# جانين أوليري كوب
جانين أوليري كوب هي ناشِطة كندية، ولدت في 20 يونيو 1933 في مونتريال في كندا.